# Rockhal
De Rockhal is een concertzaal in Esch-sur-Alzette, in het zuiden van Luxemburg. De zaal werd geopend op 23 september 2005, en heeft een maximale capaciteit van 6500 mensen. Het gebouw bevindt zich op het voormalig industrieel gebied van Belval in het westen van Esch.

## Gebouw
De Rockhal bestaat uit 4 verschillende delen:
- De hoofdzaal met een maximale capaciteit van 6.500 staanplaatsen of 2.800 zitplaatsen op een oppervlakte van 2625 m²
- De Club, de kleine zaal in de Rockhal, met een maximale capaciteit van 1.100 staanplaatsen op een oppervlakte van 560 m²
- Het "Rockhalcafé", een bar en restaurant, waar ook kleinere shows worden georganiseerd
- Het Music & Resources Centre met zes oefenruimtes, een opnamestudio, een dansstudio en een documentatiecentrum